# Oiseaux exotiques

Oiseaux exotiques est une œuvre d'Olivier Messiaen pour piano et petit orchestre. Sa date de composition est connue avec précision : elle fut écrite entre le 5 octobre 1955 et le 3 janvier 1956. C'est une commande de Pierre Boulez.

## Création
Cette pièce a été donnée en première audition le 10 mars 1956 à Paris, au théâtre du Petit Marigny, par Yvonne Loriod et l'ensemble du Domaine musical, direction : Rudolf Albert.

## Effectif de l'orchestre
Soliste(s) : 1 piano

2 flûtes, 1 flûte piccolo, 1 hautbois, 4 clarinettes, 1 petite clarinette, 1 clarinette basse, 1 basson, 2 cors, 1 trompette, 1 glockenspiel, 1 xylophone, 6 percussions.

## L'œuvre

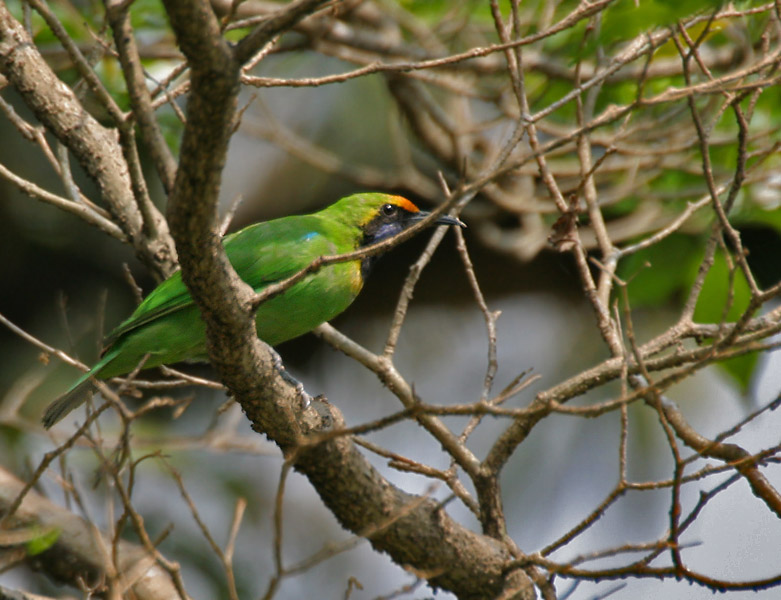
Verdin à front d'or (Chloropsis aurifrons)

- Les oiseaux qui ont inspiré Messiaen dans cette pièce sont : le Mainate hindou, le Verdin à front d'or, le Troupiale de Baltimore, le Tétras cupidon des prairies, le Moqueur polyglotte, l'Oiseau-Chat, le Shama des Indes, le Garrulaxe à huppe blanche, le Merle migrateur, confié aux deux clarinettes, le Merle de Swainson, la Grive ermite, le Bulbul orphée et la Grive des bois.
- Les rythmes hindous :

Decî-Tâlas de l'Inde antique, système de Cârngadeva : Nihcankalîla, Gajalîla, Laksmîca, Caccarî, Candrakâla, Dhenkî, Gajajhampa - et de la théorie karnâtique : Matsya-Sankirna, Triputa-Miśra, Matsya-Tiśra, Atatâla-Cundh.
- Les rythmes grecs :

pieds composés au mètre : Dactylo-Epitrite; vers à mètres composés : lambélégiaque, vers logaédiques : Asclépiade, Saphique, Glyconique, Aristophanien, Phalécien, Phérécratien.

## Durée
Environ 16 minutes

## Discographie
Michael Thompson (cor d'harmonie), London Sinfonietta (Orchestre), Paul Crossley (piano) (+ Des canyons aux étoiles..., Couleurs de la Cité céleste) CBS Records, 1989